# Безугла Федора Максимівна
Федора Максимівна Безугла (1908, село Бирлівка, тепер Золотоніського району Черкаської області — квітень 1967, село Домажир, тепер Яворівського району Львівської області) — українська радянська діячка, новатор сільськогосподарського виробництва, свинарка колгоспу імені Хрущова Івано-Франківського (тепер — Яворівського) району Львівської області. Перший Герой Соціалістичної Праці у Львівській області (24.06.1949)

## Біографія
Народилася в бідній селянській родині. Наймитувала в заможних селян, працювала в сільському господарстві.
З 1947 року — свинарка колгоспу імені Хрущова села Домажир Івано-Франківського (тепер — Яворівського) району Львівської області.
24 червня 1949 року Федорі Безуглій, яка «виростила протягом року до забирання від 7 свиноматок по 26 поросят в середньому на свиноматку, при середній живій вазі поросяти в двомісячному віці 15 кілограмів», за «отримання високої продуктивності тваринництва» було присвоєне звання Героя Соціалістичної Праці з врученням ордена Леніна і медалі «Золота Зірка».
Потім — на пенсії в селі Домажир Яворівського району Львівської області. Померла наприкінці квітня 1967 року.

## Родина
Дочки Катерина і Галина.

## Нагороди
- Герой Соціалістичної Праці (24.06.1949)
- орден Леніна (24.06.1949)
- медалі
- почесний знак «Відмінник соціалістичного сільського господарства»